# 애로스 그랑프리 인터내셔널

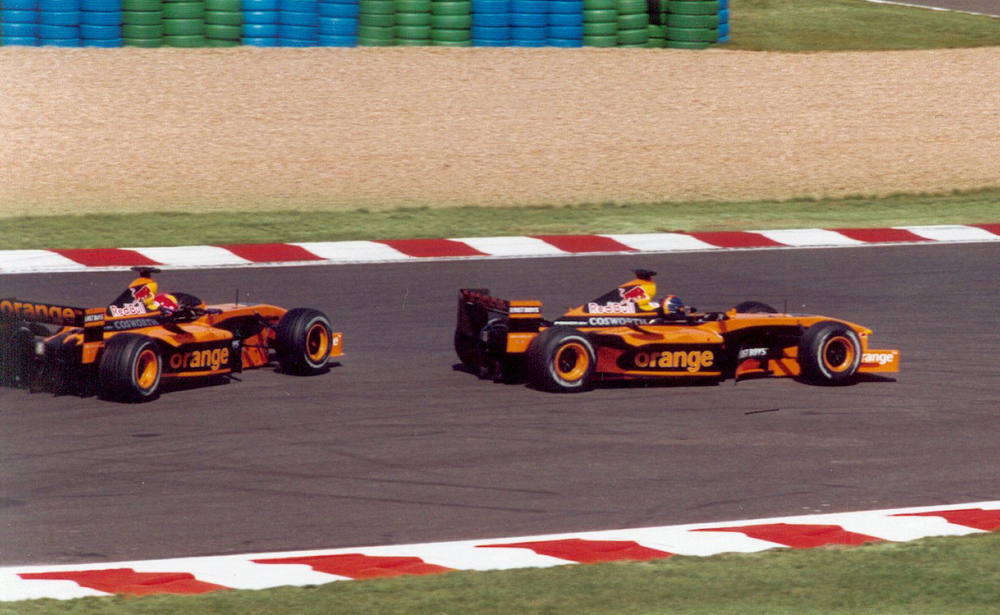

애로스 그랑프리 인터내셔널(영어: Arrows Grand Prix International)은 영국의 포뮬러 팀이다.